# 获泽县
获泽县，中国古县名。
秦置获泽县，范围大致为今晋城市阳城、沁水二县地，治所在今山西晋城市阳城县西15公里的泽城，属河东郡。

## 沿革
- 西汉，析获泽置端氏县，属河东郡。
- 东汉，建武元年（25年），封邓鲤于获泽城，置获泽侯国。
- 三国，魏黄初年（220年），废获泽侯国复设获泽县，属平阳郡。
- 东晋，太元中年（386年），获泽县改隶建兴郡。
- 北魏，兴安二年（453年），获泽县治由泽城迁往今阳城县城。
- 北齐，孝昌元年（525年），分濩泽为濩泽和西濩泽，属建州所辖的安平、泰宁二郡。
- 隋朝，开皇三年（583年），濩泽和西濩泽复并为获泽县，属泽州。
- 唐朝，武德元年（618年），濩泽为泽州治所，八年，徙治端氏。
- 唐朝，天宝元年（742年），改濩泽为阳城县，属泽州。
- 唐朝，天佑二年（905年），复称濩泽县，属泽州。
- 五代，后唐同光元年（923年），复易名阳城，属泽州。